# Carlos Alberto Lacoste
Carlos Alberto Lacoste Guillot (Buenos Aires, 2 de febrero de 1929-Ib., 25 de junio de 2004) fue un militar argentino que ejerció interinamente y de facto la presidencia de la Nación durante un período de once días que se desarrolló en el Proceso de Reorganización Nacional, siendo uno de los mandatos más breves que hubo en el país. Formó parte de una dictadura, y ha sido calificado de represor y acusado de participar en delitos de lesa humanidad.

## Primeros años
Proveniente de una familia de origen francés, Carlos Alberto Lacoste Guillot cursó sus estudios en el Colegio Nacional de Buenos Aires, los cuales finalizaría en 1944. Al siguiente año se alistó en la Escuela Naval Militar.

## Carrera militar
Ingresó en la Escuela Naval Militar en 1945, luego de finalizar sus estudios secundarios. Integrante de la promoción 77 de la Armada Argentina egresó como guardiamarina en 1948, especializándose en flota naval. En 1955 se plegó a la Revolución Libertadora que derrocó a Juan Domingo Perón de su cargo como presidente. A partir de 1961, se instaló seis años en los Estados Unidos para realizar cursos en administración y armamentos. En 1974 ascendió a Capitán de Navío y el 31 de diciembre de 1977 se lo promovió a Contralmirante.

## Organización del Mundial de Fútbol de 1978
En octubre de 1974 y como Capitán de Navío, Lacoste se sumó a la comisión formada en el Ministerio de Bienestar Social para organizar la Copa Mundial de Fútbol de 1978 en la Argentina.
En 1976, el presidente (de facto) Jorge Rafael Videla designó al capitán de navío Lacoste vicepresidente del Ente Autárquico Mundial 1978 (Decreto N.º 1210, sancionado el 6 de julio de 1976 y publicado el 14 del mismo mes y año), ocupando el general de brigada Omar Carlos Actis el puesto de presidente.
Actis murió asesinado en agosto de 1976; y fue reemplazado por el general de brigada Antonio Luis Merlo. En el libro «Almirante Lacoste ¿quien mató al general Actis?», el periodista Eugenio Méndez lo señala como el autor intelectual del homicidio de Actis.
Fue criticado por el entonces Ministro de Hacienda, Juan Alemann, pues nunca presentó un balance justificando los 517 millones de dólares invertidos en este evento. El 6 de abril de 1979 nombró a Julio Humberto Grondona como presidente de la Asociación del Fútbol Argentino, cargo que este último ejerció hasta el 30 de julio de 2014, fecha de su fallecimiento.
El 23 de agosto de 1979, Videla dispuso el fin de las actividades del Ente Autárquico Mundial 1978 y el cese de Merlo y Lacoste en sus funciones para el 29 de agosto de 1979 (Decreto N.º 2055, publicado el 5 de septiembre de 1979).

## Participación en la FIFA
Posteriormente, su amigo João Havelange, entonces Presidente de la FIFA, lo nombró vicepresidente de la Confederación Sudamericana de Fútbol (CONMEBOL) en reemplazo de Santiago Leyden, con lo que se le abrieron las puertas de la FIFA. El 7 de julio de 1980 lo designaron como vice de la entidad, donde llegó a ocupar seis cargos.

## Presidencia interina y designación al frente del Ministerio de Acción Social
Luego del golpe de palacio ocurrido 11 de diciembre de 1981 que depuso al gobierno de facto del teniente general Roberto Eduardo Viola, al vicealmirante Carlos Alberto Lacoste se lo designó presidente de forma interina. Ocupó dicho cargo durante once días, luego resultó ser elegido para hacerse cargo del Ministerio de Acción Social el 22 de diciembre de 1981, pasando de esta forma a integrar el gabinete del teniente general Leopoldo Fortunato Galtieri, quien había asumido la presidencia de facto de Argentina ese mismo día.

## Mundial de México 1986
Durante la Copa Mundial de Fútbol de 1986 en México, Lacoste fue un "invitado especial" del Comité Organizador. Cuando se conoció la noticia la prensa del país y la extranjera expresó su indignación en la rueda de prensa, "hubo silbidos y gritos en distintos idiomas (“¡Lacoste fue un torturador” ¡Usted no necesita asesinos aquí!”, etcétera)". El diario La Jornada tituló "Torturador argentino en el centro de prensa" y la revista el Proceso, "Un genocida en la corte de Cañedo y Havelange".

## Investigación sobre posible enriquecimiento ilícito
El empresario y exsecretario de Hacienda, Juan Alemann, denunció en 1982 que el vicealmirante Lacoste había "dilapidado dinero" y que no había presentado la liquidación final del Ente Autárquico Mundial '78. Aunque estos entredichos entre el militar (se cree que Lacoste habría sido el autor intelectual de un atentado con artefacto explosivo en el domicilio de Juan Ernesto Alemann mientras se disputaba el Mundial de fútbol de 1978) y el empresario eran frecuentes por la supuesta falta de transparencia en el manejo de fondos.
La Cámara Federal de Buenos Aires consideró que Lacoste nunca suministró explicaciones suficientes y satisfactorias sobre cómo su patrimonio económico haya podido incrementarse en un total de 443% entre los años 1977 y 1979, tal como denunció la fiscalía nacional anteriormente en 1984. Fue además procesado por administración fraudulenta como funcionario público.

## ESMA
Lacoste se vio involucrado en la investigación a Adolfo Scilingo por delitos de lesa humanidad cometidos durante el terrorismo de Estado en Argentina, realizada en España. Scilingo había publicado en 1997 el libro ¡Por siempre nunca más! en referencia al Informe de la Conadep titulado Nunca Más, donde reconoce su participación en vuelos de la muerte. Luego reconocería lo mismo frente al juez español Baltasar Garzón y daría una lista detallada de las personas que eran parte del Grupo de Tareas que funcionó en la Escuela de Mecánica de la Armada. Entre las personas nombradas se encontraba Carlos Alberto Lacoste.

## Fallecimiento
Lacoste falleció en el 25 de junio de 2004. Los restos de Lacoste fueron inhumados en el cementerio privado Parque Memorial, en la zona Norte del Gran Buenos Aires. Era padre de tres hijos y era abuelo de cuatro nietos.

## En la cultura popular
En 2011, la artista Graciela Alfano fue criticada al conocerse una fotografía suya con el «represor».